# Nittedal
Nittedal és un municipi situat al comtat d'Akershus, Noruega. Té 22.857 habitants (2016) i té una superfície de 186 km². El centre administratiu del municipi és el poble de Rotnes.

## Ciutats agermanades
Nittedal manté una relació d'agermanament amb les següents localitats:
- - Fredensborg, Regió de Hovedstaden, Dinamarca
- - Håbo, Comtat d'Uppsala, Suècia
- - Ingå, Uusimaa, Finlàndia